# Consola portàtil

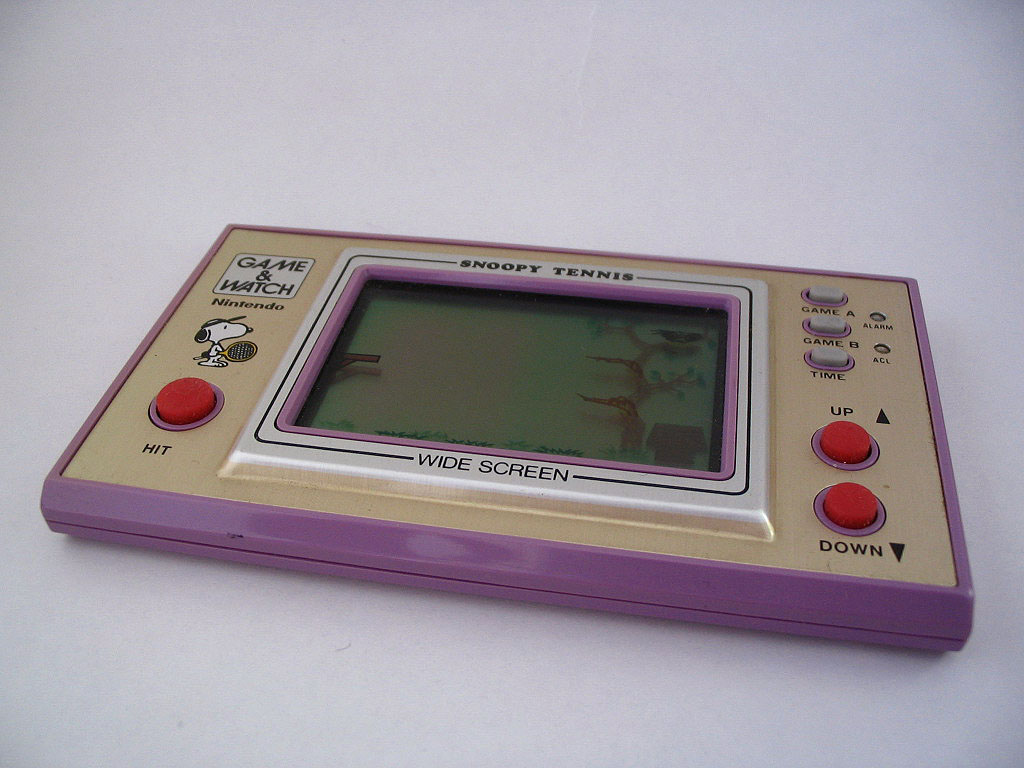
Les consoles portàtils porten incorporades les funcions bàsiques d'una consola normal

Una consola portàtil (o també videoconsola portàtil) és un dispositiu electrònic lleuger que permet jugar a videojocs. Un detall que la diferencia d'una videoconsola clàssica és que els controls, la pantalla i els altaveus són tots part de la mateixa unitat.
Entre els anys 1970 i 1980 diferents companyies (incloent a Coleco i Milton-Bradley) van fabricar dispositius portàtils d'entreteniment, avui en dia aquestes màquines no són considerades consoles, ja que només permetien gaudir d'un únic joc.
La primera consola portàtil veritable amb cartutxs intercanviables va ser la Microvision de Milton Bradley desenvolupada el 1979. Nintendo va dominar el mercat de les portàtils des del llançament de la Game Boy el 1989 i és assenyalat com el principal propulsor d'aquest concepte.

## Orígens

### Primera generació
El primer videojoc electrònic portàtil que apareix en el mercat amb la seva pròpia pantalla LCD és un minijoc de Mattel anomenat Mattel Electronics Auto Race el 1976, l'any següent, la mateixa companyia treu al mercat Mattel Electronics Football i poc després, el 1978, Coleco treu un joc amb característiques semblants anomenat Coleco Electronic Quarterback. Podria considerar-se que aquesta és la primera generació de videojocs portàtils.

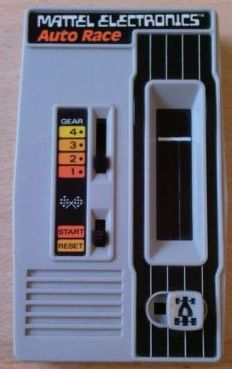
Auto Race
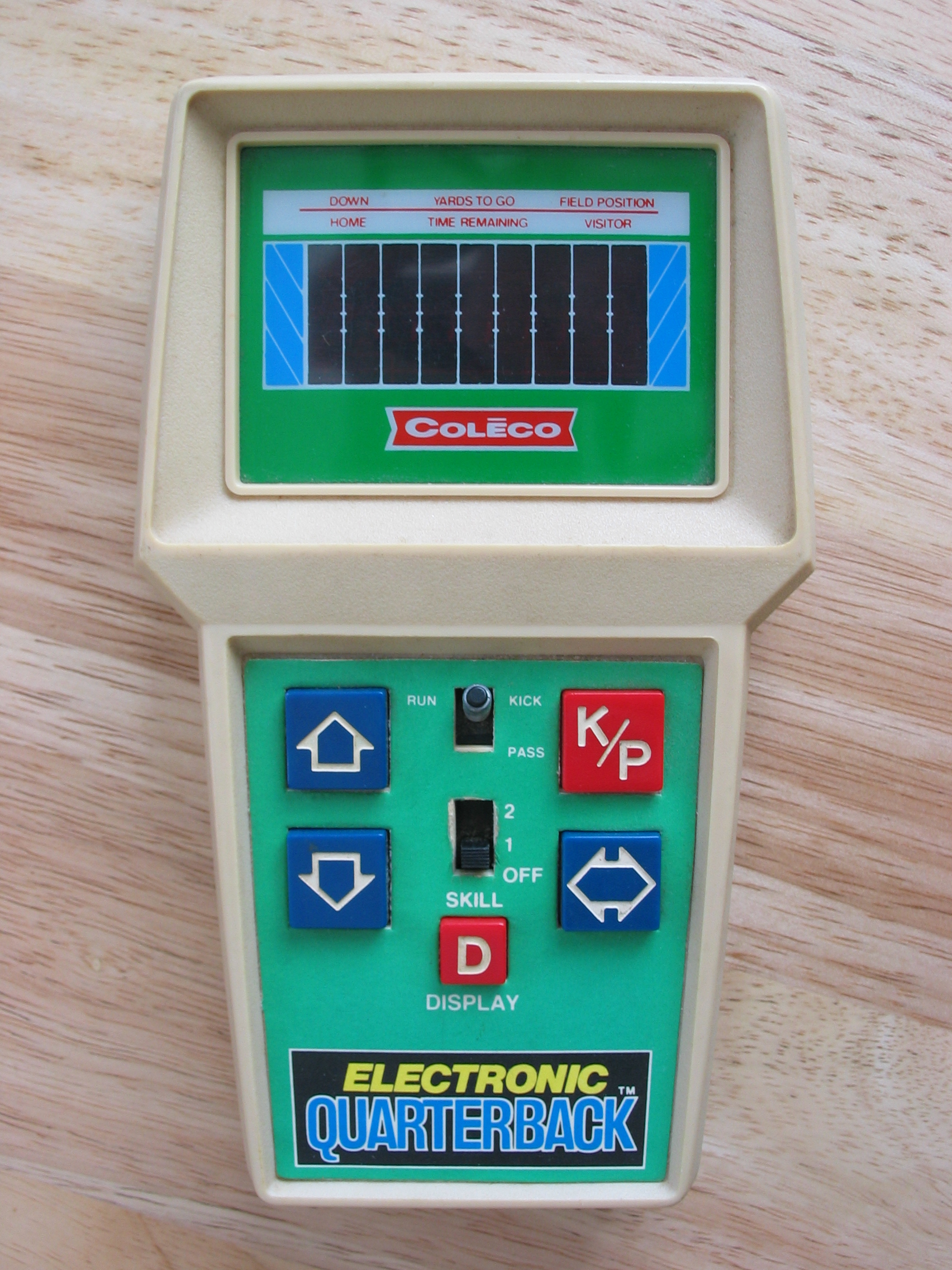
Electronic Quarterback

### Segona generació
La primera videoconsola portàtil amb cartutxos intercanviables fou la Microvision de Milton Bradley desenvolupada el 1979. Tot i que no hi ha dades oficials de vendes, es coneix que la companyia va obtenir uns vuit milions de dòlars per aquesta consola el primer any, això suposa prop de 50.000 unitats. Va tenir dotze jocs en el seu catàleg, i deixà de fabricar-se el 1981.
Va haver-hi una altra videoconsola portàtil anomenada Entex Select a Game que tenia una pantalla de leds blaus i vermells, que duien el processador en el mateix cartutx en comptes de la consola.

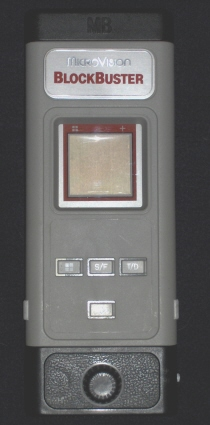
Microvision
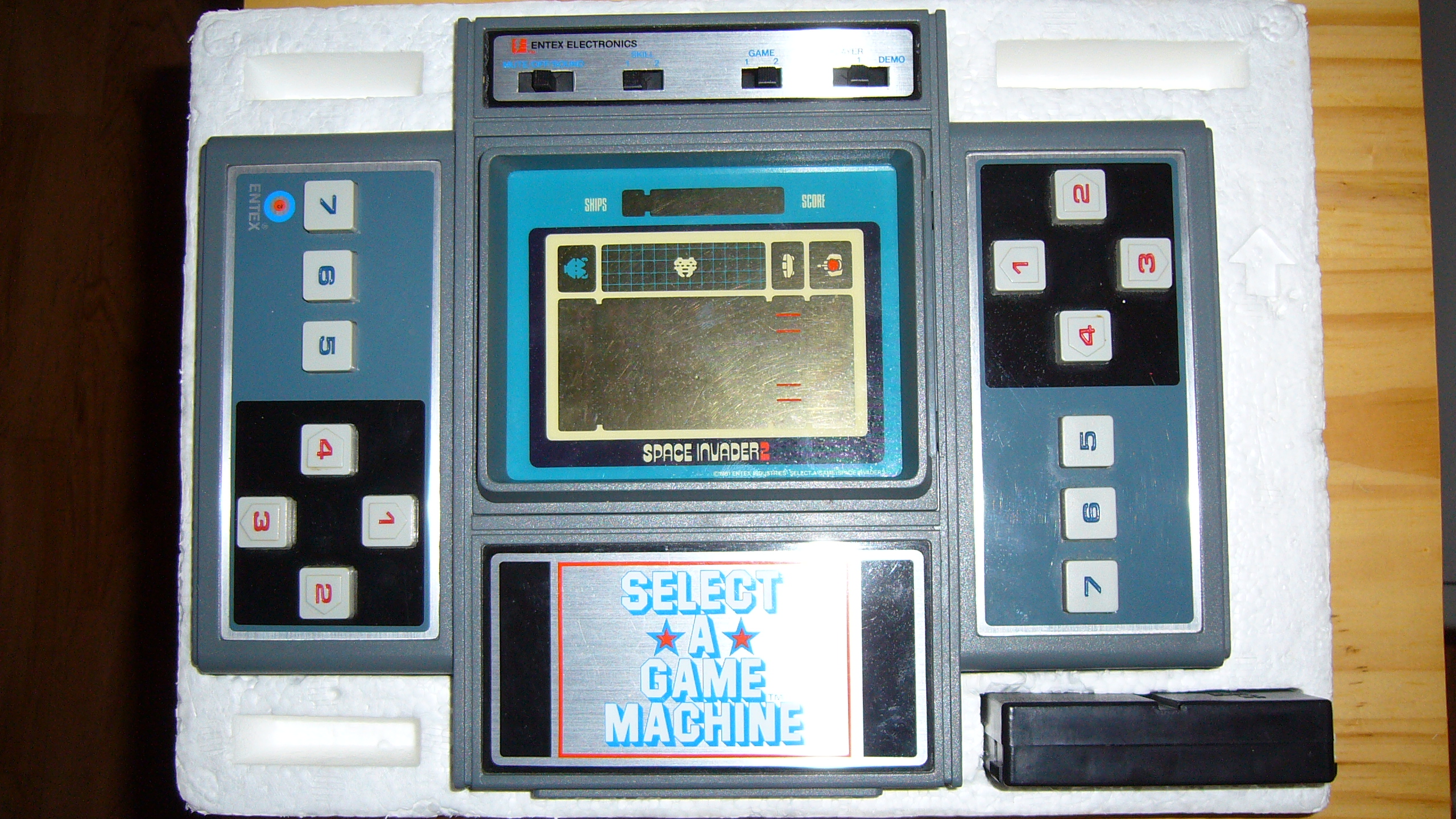
Entex Select a Game

## Història

### Orígens

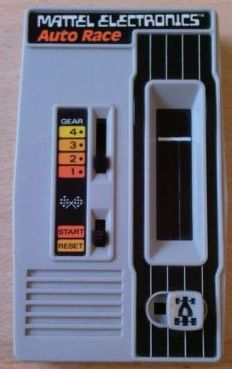
El Acte Race es considera el primer joc portàtil totalment digital, solament amb components electrònics d'estat sòlid i sense parts mecàniques.

Els orígens de les videoconsoles portàtils es remunten als dispositius electrònics de jocs portàtils i de sobretaula de la dècada de 1970 i principis de 1980. Aquests dispositius podien jugar un sol joc, i cabien en el palmell de la mà o sobre una taula, i n'hi havia amb diferents tipus de pantalles de vídeo, com led, VFD o LCD. En 1978, els en aquells dies nous jocs electrònics portàtils es descrivien en la revista Popular Electronics com a jocs electrònics «nonvideo» i «senar-TV» per diferenciar-los dels dispositius que requerien l'ús d'una pantalla de televisió. Al seu torn, els jocs electrònics portàtils troben els seus orígens en la síntesi d'anteriors dispositius electromecànics portàtils i de taula, com el Electronic Tic-Tac-Toe (1972) de l'antiga companyia juguetera Waco, el Periscope-Firing Range (1951) de Cragstan, i l'emergent mercat de calculadores de pantalla optoelectrònica de principis de la dècada de 1970. Aquesta síntesi es va donar en 1976, amb el naixement dels jocs electrònics portàtils quan Mattel va començar a treballar en una línia de jocs esportius de la grandària d'una calculadora utilitzant la tecnologia led.
El resultat va ser el llançament en 1976 del Mattel Electronics Acte Race, seguit del de Football en 1977; tots dos jocs van tenir tant èxit que, segons Katz, «aquests simples jocs electrònics de mà es van convertir en una 'categoria de $400 milions'». Posteriorment Mattel va tenir l'honor de ser reconegut per la indústria per la seva innovació en les pantalles dels dispositius de joc portàtils. Aviat altres fabricants, com Coleco, Parker Brothers, Milton Bradley, Entex o Bandai, li van seguir amb els seus propis jocs portàtils.
En 1979 la MicroVision, basada en LCD, dissenyada per Smith Engineering i distribuïda per Milton Bradley, es va convertir en la primera consola de jocs portàtil i la primera a utilitzar cartutxos intercanviables. El joc per MicroVision Cosmic Hunter (1981) va introduir el concepte de la creuera en els dispositius portàtils de joc, utilitzant el polze per manipular el personatge en la pantalla en qualsevol adreça.

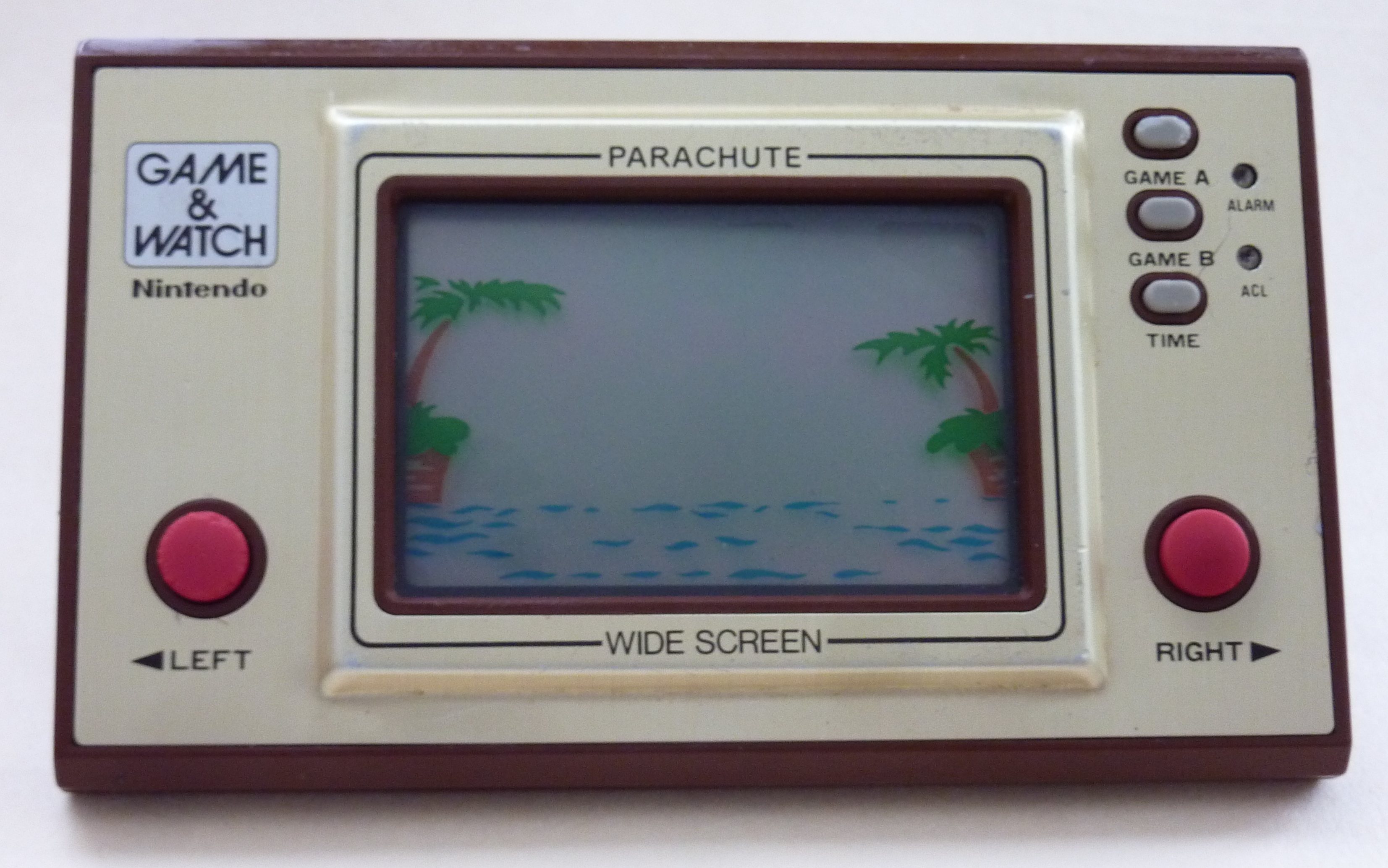
Dispositiu de joc Game & Watch de Nintendo, amb el joc "Parachute".

En 1979 Gunpei Yokoi, un enginyer de manteniment que treballava en Nintendo, durant un viatge en tren bela va veure a un home de negocis avorrit jugant amb una calculadora de LCD prement els botons, i se li va ocórrer una idea per dissenyar un rellotge que fes d'una màquina de jocs en miniatura per matar el temps. En 1980 Nintendo va iniciar el llançament d'una sèrie de jocs electrònics dissenyats per Yokoi denominats jocs Game & Watch. Fent ús de la tecnologia utilitzada en les calculadoras de la grandària d'una targeta de crèdit que acabaven d'aparèixer al mercat, Yokoi va dissenyar la sèrie de jocs basats en pantalles LCD que incloïen l'hora en format digital en una cantonada de la pantalla. El dispositiu ideat per Yokoi va tenir un gran èxit comercial i va popularitzar el concepte de videojoc portàtil, arribant-se a vendre més de 80 milions d'unitats a nivell mundial. Posteriorment, per als jocs Game & Watch més complexos, va inventar un controlador direccional en forma de creu o creuera per al maneig dels personatges que apareixen en pantalla. També va incloure a la seva creuera direccional en els comandaments de la NES, i el dispositiu en forma de creu manejable amb el polze aviat es va convertir en un estàndard en els controladors de les videoconsoles i omnipresent en tota la indústria dels videojocs des de llavors. Quan Yokoi va començar a dissenyar la primera consola de jocs portàtil de Nintendo, se li va ocórrer un dispositiu que unia elements dels seus dispositius Game & Watch i la consola Famicom (NES), inclosa la creuera. El resultat va ser la Game Boy.
En 1982 la LCD Solarpower de Bandai va ser el primer dispositiu de joc que funcionava amb energia solar. Alguns dels seus jocs, com el Terror House, disposava de dos panells LCD apilats un sobre un altre, donant un efecte estereoscòpic precursor del 3D. En 1983 la Tomytronic 3D de Takara Tomy simulava un efecte 3D utilitzant dos panells LED il·luminats per llum exterior mirant a través d'una espècie de binoculars en la part superior del dispositiu, convertint-se en el primer maquinari 3D especialitzat de vídeo domèstic.

### Inicis
El final de la dècada de 1980 i principis de la de 1990 va veure els inicis de la indústria de la consola de jocs portàtil tal com la coneixem en l'actualitat, després de la desaparició de la MicroVision. Com les consoles de jocs LCD retroiluminados amb gràfics en color consumeixen una gran quantitat d'energia, no eren molt amigables amb les bateries com la no retroiluminada Game Boy original els gràfics en blanc i negre de la qual permetien una major durada de la bateria. Aleshores la tecnologia de les bateries recarregables encara no havia madurat, per la qual cosa les consoles de jocs més avançats de l'època tals com la Game Gear de Sega i la Atari Lynx no van tenir tant èxit com la Game Boy.
Tot i que existien bateries recarregables de tercers per a les famolenques consumidores d'energia alternatives a la Game Boy, aquestes bateries eren del tipus níquel cadmi i requerien estar completament descarregades abans de recarregar-les per garantir la seva màxima eficiència; les bateries de plom i àcid es podrien utilitzar amb un adaptador que s'endolla a l'encenedor del cotxe; però les bateries tenien una portabilitat mediocre. Les bateries del tipus Ni-MH posteriors, que no necessiten estar descarregades per obtenir la màxima eficiència, no van sorgir fins a finals de 1990, anys després que la Game Gear, la Atari Lynx i la Game Boy original s'havien descatalogat. Durant l'època en què les consoles portàtils tecnològicament superiors tenien estrictes limitacions tècniques, les bateries tenien un índex mAh i les de major potència encara no estaven disponibles.
Els sistemes de joc moderns com la Nintendo DS i la PlayStation Portable disposen de bateries recarregables de ió de liti amb formats propietaris. Altres consoles de setena generació, com la GP2X, utilitzen bateries alcalines estàndard. A causa que l'índex mAh de les piles alcalines ha augmentat des de la dècada de 1990, la potència necessària per a dispositius portàtils com la GP2X pot ser subministrat per relativament poques bateries.

#### Game Boy

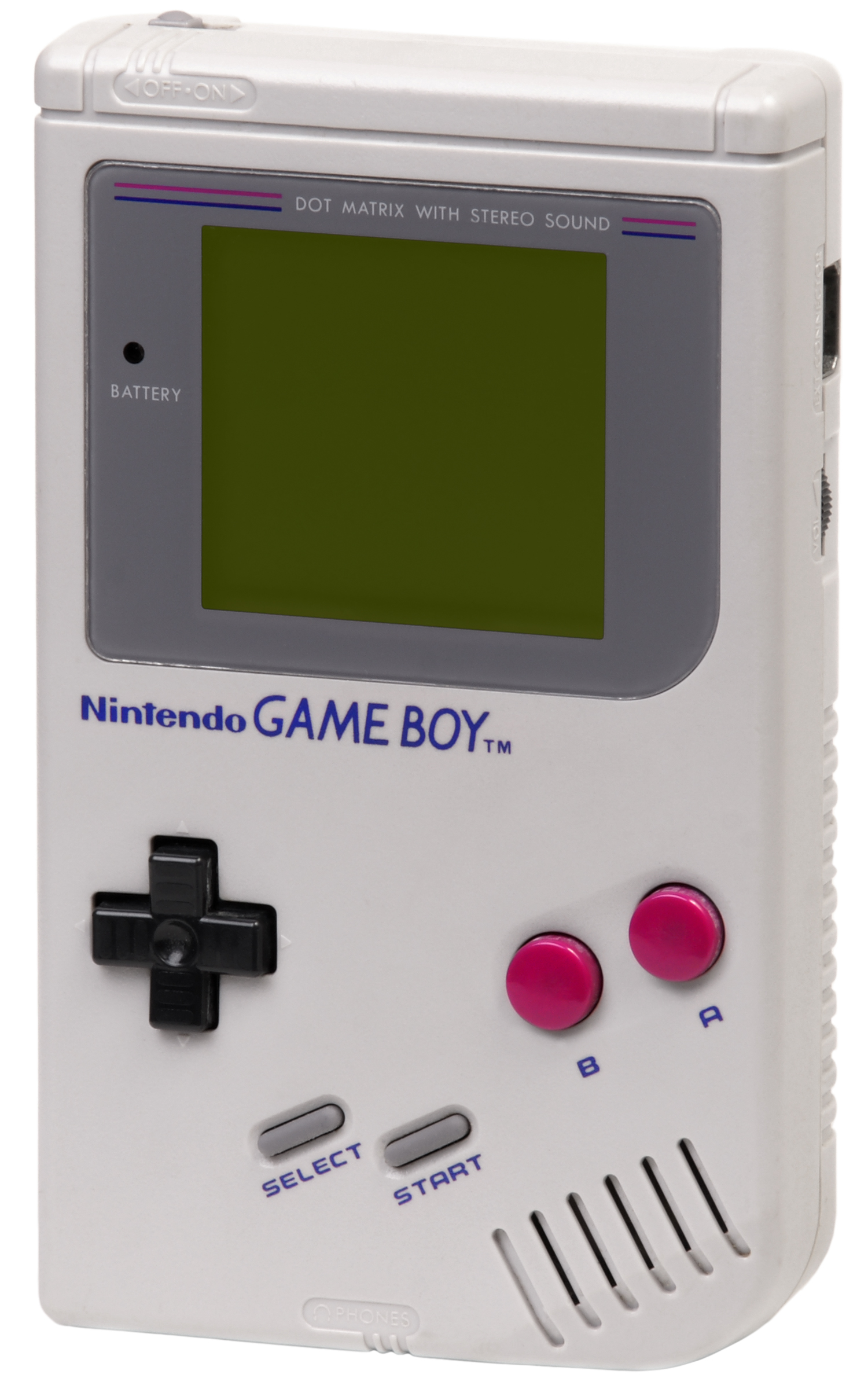
Game Boy.

La companyia japonesa Nintendo va llançar la Game Boy el 21 d'abril de 1989. L'equip de disseny dirigit per Gunpei Yokoi també havia estat responsable del Game & Watch, així com els jocs per la NES Metroid i Kid Icarus. La Game Boy va ser objecte de crítiques per part d'alguns sectors de la indústria, dient que la seva pantalla monocromàtica era massa petita, i la seva potència de processament era inadequada. No obstant això l'equip de disseny havia considerat que sota preu i escàs consum de bateria eren les qüestions més importants i, en comparació de la MicroVision, la Game Boy va ser un gran pas avanci.

Yokoi va reconèixer que la Game Boy necessitava una killer application, això és, almenys un joc que definís la consola i persuadís als clients a comprar-la. Al juny de 1988 Minoru Arakawa, en aquells dies CEO de Nintendo Amèrica, va veure una demostració del Tetris en una fira comercial. Nintendo va comprar els drets sobre el joc, i es va distribuir amb la consola. Va ser un èxit immediat: a la fi d'any s'havien venut més d'un milió d'unitats solament en els Estats Units. A 31 de març de 2005, entre la Game Boy i la Game Boy Color havien venut més de 118 milions d'unitats a tot el món.

#### Atari Lynx

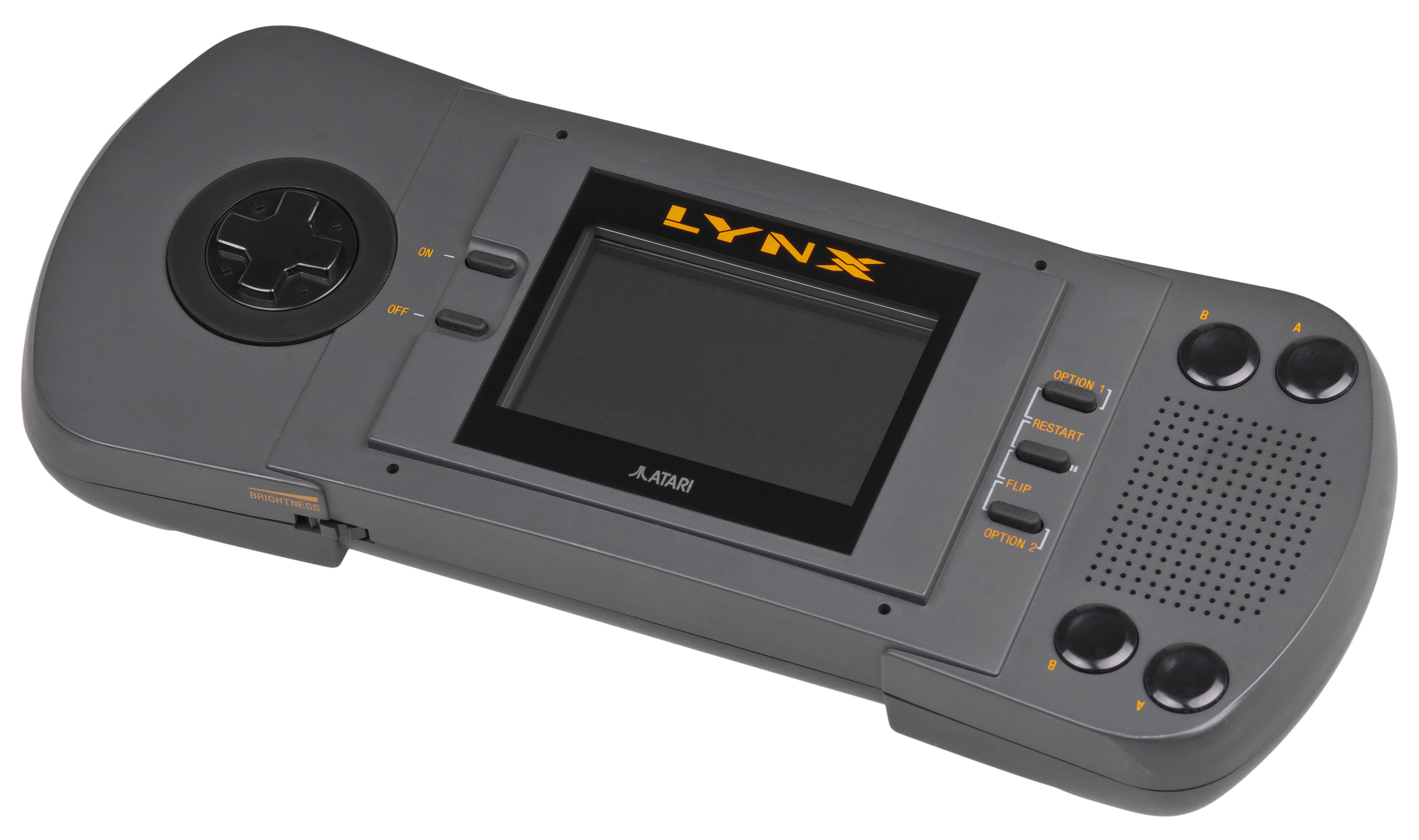
L'Atari Lynx va ser la primera consola portàtil a color del món, i la primera amb una pantalla retroil·luminada.

En 1987 Epyx va crear la Handy Game, un dispositiu que es convertiria en la Atari Lynx en 1989. Va ser la primera consola portàtil a color del món, i la primera amb una pantalla retroiluminada. També oferia la possibilitat de jugar en xarxa amb fins a 17 jugadors, i un maquinari avançat que permetia la funció de zoom i l'escalat de sprites. A més, la Lynx era reversible, perquè fos utilitzada pels jugadors esquerrans. No obstant això, totes aquestes característiques van repercutir en un preu molt elevat, la qual cosa va portar als consumidors a buscar alternatives més barates. La Lynx també era molt difícil de manejar, consumia bateries molt ràpidament, i mancava del suport de tercers del que gaudien les seves competidores. A causa del seu alt preu, la curta vida de la bateria, l'escassa producció, l'escassetat de jocs atractius i l'agressiva campanya de màrqueting de Nintendo, i malgrat el seu redissenyo en 1991, la Lynx es va convertir en un fracàs comercial. Malgrat això, empreses com Telegames van ajudar a mantenir viu el sistema molt més enllà de la seva importància comercial, i quan Hasbro, el nou propietari de Atari, va alliberar els drets de desenvolupament de la consola per al domini públic, desenvolupadors independents com Songbird Productions han continuat llançant nous jocs comercials per al sistema cada any.

#### TurboExpress

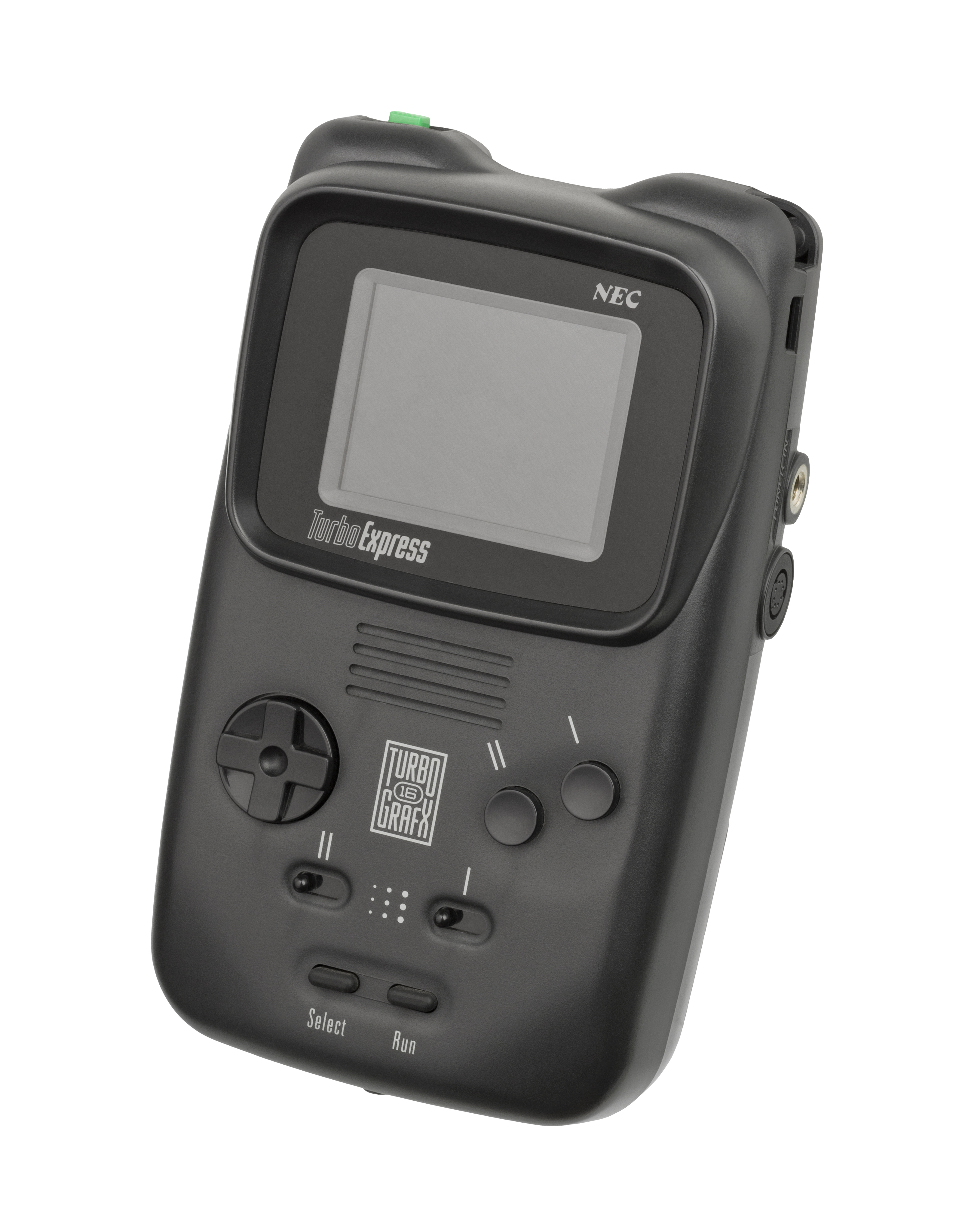
TurboExpress.

La TurboExpress era una versió portàtil de la PC Engine. Va ser llançada en 1990 per la companyia japonesa NEC Corporation a un preu de 250 dòlars, un preu elevat per a l'època. Al Japó es va llançar sota el nom PC Engine GT.
Era la portàtil més avançada del seu temps i podia jugar tots els jocs de la PC Engine (que s'estaven disponibles en unes targetes de memòria de la grandària d'una targeta de crèdit denominades HuCard). Tenia una pantalla de 66 mm, la mateixa que la Game Boy original, però amb una resolució molt més alta, i podria mostrar 64 sprites alhora, 16 per scanline, en 512 colors (encara que el maquinari només podia manejar 481 colors simultanis). Tenia 8 kilobytes de memòria RAM i la seva CPU era un HuC6280 a 1,79 o 7,16 MHz. Funcionava amb 6 piles AA o amb un adaptador CA; l'escassa durada de les piles obligava a utilitzar sovint l'adaptador de corrent.

Va ser la primera videoconsola portàtil a disposar d'un sintonitzador de TV, el «TurboVision», dispositiu opcional que incloïa una entrada d'àudio/vídeo RCA, la qual cosa permetia als usuaris utilitzar la TurboExpress com un monitor de vídeo. El «TurboLink» possibilitava el joc entre dos jugadors; Falcon, un simulador de vol de combat, incloïa una manera de batalla cara a cara que només es podia accedir a través del TurboLink. No obstant això, molt pocs jocs dissenyats per la TurboExpress oferien aquesta manera de joc cooperatiu.